# Hazel Hotchkiss Wightman
Hazel Hotchkiss Wightman, ameriška tenisačica, * 20. december 1886, Healdsburg, Kalifornija, ZDA, † 5. december 1974, Newton, Massachusetts, ZDA.
Hazel Hotchkiss Wightman, znana tudi po vzdevkih Queen Mother of American Tennis in Lady Tennis, je šestnajstkrat osvojila turnir za Nacionalno prvenstvo ZDA, štirikrat med posameznicami ter po šestkrat med ženskimi in mešanimi dvojicami. Leta 1924 je nastopila tudi na turnirju za Prvenstvo Anglije, kjer se je med posameznicami uvrstiva v tretji krog, med ženskimi dvojicami pa je zmagala. Na Poletnih olimpijskih igrah 1924 v Parizu je osvojila naslov olimpijske prvakinje v ženskih in mešanih dvojicah. Leta 1957 je bila sprejeta v Mednarodni teniški hram slavnih.

## Finali Grand Slamov posamično (5)

### Zmage (4)
| Leto | Turnir                   | Nasprotnica v finalu   | Rezultat finala |
| 1909 | Nacionalno prvenstvo ZDA | Maud Barger-Wallach    | 6–0, 6–1        |
| 1910 | Nacionalno prvenstvo ZDA | Louise Hammond Raymond | 6–4, 6–2        |
| 1911 | Nacionalno prvenstvo ZDA | Florence Sutton        | 8–10, 6–1, 9–7  |
| 1919 | Nacionalno prvenstvo ZDA | Marion Zinderstein     | 6–1, 6–2        |

### Porazi (1)
| Leto | Turnir                   | Nasprotnica v finalu | Rezultat finala |
| 1915 | Nacionalno prvenstvo ZDA | Molla Mallory        | 4–6, 6–2, 6–0   |